# Juan Noguera Salort
Juan Noguera Salort (Tarragona, 3 de març de 1915 - 21 d'agost de 1999) fou un intendent mercantil i professor tarragoní, president de la Diputació de Tarragona durant el franquisme.
Especialitzat en comptabilitat, turisme i finançament, fou professor a l'Escola Social de Tarragona i secretari general de la Universitat Laboral de Tarragona. De 1948 a 1951 fou president de la Diputació de Tarragona i conseller de Tarragona. En 1976 fou escollit acadèmic corresponent de la Reial Acadèmia de Ciències Econòmiques i Financeres,

## Condecoracions
- Medalla al Mèrit Militar
- Medalla al Mèrit en l'Estalvi
- Medalla al Mèrit en el Treball
- Encomana de l'Orde Imperial del Jou i les Fletxes
- Creu de l'Orde de Cisneros